# Terminalia hadleyana
Terminalia hadleyana är en tvåhjärtbladig växtart. Terminalia hadleyana ingår i släktet Terminalia och familjen Combretaceae.

## Underarter
Arten delas in i följande underarter:
- T. h. carpentariae
- T. h. hadleyana